# Fernand Luisier
Pour les articles homonymes, voir Luisier.
 (mai 2022).
La mise en forme du texte ne suit pas les recommandations de Wikipédia : il faut le « wikifier ».
Les points d'amélioration suivants sont les cas les plus fréquents. Le détail des points à revoir est peut-être précisé sur la page de discussion.
- Les titres sont pré-formatés par le logiciel. Ils ne sont ni en capitales, ni en gras.
- Le texte ne doit pas être écrit en capitales (les noms de famille non plus), ni en gras, ni en italique, ni en « petit »…
- Le gras n'est utilisé que pour surligner le titre de l'article dans l'introduction, une seule fois.
- L'italique est rarement utilisé : mots en langue étrangère, titres d'œuvres, noms de bateaux, etc.
- Les citations ne sont pas en italique mais en corps de texte normal. Elles sont entourées par des guillemets français : « et ».
- Les listes à puces sont à éviter, des paragraphes rédigés étant largement préférés. Les tableaux sont à réserver à la présentation de données structurées (résultats, etc.).
- Les appels de note de bas de page (petits chiffres en exposant, introduits par l'outil «  Source ») sont à placer entre la fin de phrase et le point final[comme ça].
- Les liens internes (vers d'autres articles de Wikipédia) sont à choisir avec parcimonie. Créez des liens vers des articles approfondissant le sujet. Les termes génériques sans rapport avec le sujet sont à éviter, ainsi que les répétitions de liens vers un même terme.
- Les liens externes sont à placer uniquement dans une section « Liens externes », à la fin de l'article. Ces liens sont à choisir avec parcimonie suivant les règles définies. Si un lien sert de source à l'article, son insertion dans le texte est à faire par les notes de bas de page.
- La présentation des références doit suivre les conventions bibliographiques. Il est recommandé d'utiliser les modèles {{Ouvrage}}, {{Chapitre}}, {{Article}}, {{Lien web}} et/ou {{Bibliographie}}. Le mode d'édition visuel peut mettre en forme automatiquement les références.
- Insérer une infobox (cadre d'informations à droite) n'est pas obligatoire pour parachever la mise en page.

Pour une aide détaillée, merci de consulter Aide:Wikification.
Si vous pensez que ces points ont été résolus, vous pouvez retirer ce bandeau et améliorer la mise en forme d'un autre article.
Fernand Luisier, né le 26 juin 1948, est un footballeur international suisse et un vigneron-encaveur résidant en Valais. Il met fin à sa carrière après 350 matches de Ligue Nationale A (LNA) entre 1968 et 1984.

## Biographie

### Vie privée
Né en 1948 à Saillon (Suisse), Fernand Luisier rejoint en 1966 l'éole d'agriculture de Châteauneuf, puis en 1968 l'école d'œnologie de Changins. Après un mariage en 1971, il connait la naissance de ses enfants en 1972-1973-1976.

### En sélection
Luisier obtient deux sélections en équipe de Suisse :
- Suisse-Écosse 1-0, le 22 juin 1973 à Berne
- Italie-Suisse 2-0, le 20 octobre 1973 à Rome

### 1968-1984: FC Sion, la famille, la vigne et le vin
Luisier fait ses débuts au FC Sion en 1968.

## Palmarès
- Vainqueur de la Coupe de Suisse en 1974, 1980 et 1982 avec le FC Sion